# 桜映画社
株式会社桜映画社（さくらえいがしゃ）は、東京都台東区にある映像企画制作会社。劇映画、アニメーション、教育教材用動画、プロモーション動画、テレビ番組の制作なども手掛ける。
1955年、村山英治は親交のあった市川房枝に「教育映画の制作会社をつくりたい」と相談。市川は山高しげりを紹介し、同年6月、山高、東京都地域婦人団体連盟の幹部全員、各地の婦人会会長、田辺繁子、波多野勤子ら47人が設立発起人となり、桜映画社が設立された。山高は初代社長に就任した。1957年公開の劇映画『お姉さんといっしょ』はヴェネツィア国際映画祭の児童劇部門でグランプリを受賞した。

## 取扱分野
- 芸術・文化
- ライフサイエンス
- 産業・技術
- 教育
- 長編映画
- アニメーション
- テレビ番組
- Web向け映像

## 主な作品

### 映画
- HAZAN - 板谷波山（陶芸家）の記録映画。ブルガリア国際映画祭最高賞受賞。
- 死者の書 - 折口信夫「死者の書」の人形アニメーション作品。
- お姉さんといっしょ - 親の留守中にくりひろげられる、子供たちのさまざまな出来ごとと兄弟愛をユーモアを交えて描く児童劇映画。
- みすゞ - 金子みすゞ（童謡詩人）のドキュメンタリー映画。
- 海ッ子山ッ子 - 浜辺の集落とミカン山のある集落とで繰り広げられる大人同志の確執を、両集落の少年たちの漂流による友情や動物たちの活躍によって和解していく児童劇映画。
- 里山っ子たち - 千葉県木更津市の里山で保育を実践する保育園に関するドキュメンタリー映画。
- いのち耕す人々 - 農薬や化学肥料まみれの近代農業に疑問を感じた山形県高畠市の青年農家らが有機農業を手掛けてきたドキュメンタリー映画。
- 海女のリャンさん - 太平洋戦争前に済州島から日本に渡り、海女を営む女性のドキュメンタリー映画。
- 八十七歳の青春 市川房枝生涯を語る - 市川房枝（政治家）のドキュメンタリー映画。
- 利休の茶 - 茶の世界に関するドキュメンタリー映画。
- ありがとう - 進行性筋肉萎縮症（筋ジストロフィー）で短い生涯を終えた実在人物と家族に関するドキュメンタリー映画。
- おこんじょうるり - 岡本忠成による、昔話風人形アニメーション。
- 草原の子テングリ - 中央アジアの草原を舞台とする、仔牛と少年の友情アニメーション作品。
- 注文の多い料理店 - 宮沢賢治の同小説をアニメーション映画化。
- 水仙月の四日 - 宮沢賢治の同小説を人形アニメーション化。
- よあけの焚き火 - 能楽師狂言方の親子（主演：大藏基誠 大藏康誠）が山奥の小屋で過ごす数日間を軸にドキュメンタリーとフィクションを行き来する作品。サン・セバスティアン国際映画祭新人監督部門正式招待作品。

### テレビ
- 日経スペシャル ガイアの夜明け - テレビ東京系列